# Lepidodelta albiclava
Lepidodelta albiclava là một loài bướm đêm trong họ Noctuidae.